# Gmina Grekan
Gmina Grekan (alb. Komuna Grekan) – gmina  położona w środkowej części Albanii. Administracyjnie należy do okręgu Elbasan w obwodzie Elbasan. W 2011 roku populacja gminy wynosiła 3138 w tym 1579 kobiet oraz 1559 mężczyzn, z czego Albańczycy stanowili 98,57% mieszkańców.
W skład gminy wchodzą cztery miejscowości: Grekan, Rrenas, Guras, Deshiran.